# Antonow RF-7
Die Antonow RF-7 (russisch Антонов РФ-7) war ein sowjetisches Hochleistungs-Segelflugzeug aus der zweiten Hälfte der 1930er Jahre.

## Entwicklung
Konstruiert wurde der freitragende Schulterdecker 1937 von Oleg Konstantinowitsch Antonow. Der Erstflug fand 1938 statt. Das Flugzeug bestand vollständig aus Holz mit Sperrholzbeplankung und war zur Verbesserung der Geschwindigkeitspolare bei starker Thermik mit einem 120 Liter fassenden Wassertank hinter dem Pilotensitz ausgestattet. Der Flügel war dreiteilig, wobei der Mittelflügel über zwei- und der Außenflügel über einen Holm verfügte. Das Profil war ein ZAGI R-III. Das Fahrwerksrad war einziehbar konstruiert. Der Typ wurde nur in kleiner Stückzahl gebaut. Das Kürzel RF entlehnte der Konstrukteur dem Gruß des deutschen Rotfrontkämpferbundes, Rot Front (Рот Фронт). Die RF-7 war kunstflugtauglich.
Antonow entwickelte nach dem Krieg aus der RF-7 die A-9, welche ebenfalls einige Bestleistungen erzielte.

## Rekorde
Mit der RF-7 wurde am 1. Juni 1939 durch Olga Klepikowa ein Weltrekord im freien Streckenflug über 380 Kilometer aufgestellt. Am 6. Juli konnte der Rekord auf 749,203 km erweitert werden, erst 1951 wurde er überboten. Einen Weltrekord im Zielstreckenflug mit Rückkehr zum Startpunkt über 342,370 km erflog Boris Kimmelmann mit diesem Typ am 23. Juli 1939 in Tula.

## Technische Daten
| Kenngröße                 | Daten               |
| ------------------------- | ------------------- |
| Spannweite                | 16,24 m             |
| Länge                     | 6,40 m              |
| Höhe                      | 1,40 m              |
| Flügelfläche              | 11,86 m²            |
| Flügelstreckung           | 22,2                |
| Leermasse                 | 245,0 kg            |
| Startmasse                | 325,0 kg            |
| Tragflächenbelastung      | 27,0 bis 37,0 kg/m² |
| Beste Gleitzahl           | 30                  |
| Geringstes Sinken         | 0,62 m/s            |
| Mindestgeschwindigkeit    | 70 km/h             |
| zulässige Geschwindigkeit | maximal 250 km/h    |